# Douglas Souza
Douglas Correia de Souza (Santa Bárbara d'Oeste, 20 augustus 1995) is een Braziliaans volleyballer die als hoekaanvaller speelt. Hij werd met de nationale ploeg in 2016 olympisch kampioen en in 2018 vice-wereldkampioen. In clubverband won hij met Vôlei Taubaté tweemaal het Braziliaans kampioenschap en tweemaal de Braziliaanse superbeker.

## Carrière

### Clubverband
Souza begon op school in zijn geboortestad met volleybal en werd op veertienjarige leeftijd gescout voor EC Pinheiros waar hij tot en met 2013 bleef. Hij speelde in eerste instantie als middenaanvaller en ging later op de positie van hoekaanvaller spelen. In 2014 volleybalde Souza een seizoen bij São Bernardo Vôlei, voordat hij de overstap maakte naar SESI-SP waar hij tot en met het seizoen 2017/18 voor uit zou komen. Met de club uit São Paulo kwam hij in de nationale competitie tot twee tweede plaatsen en een derde plaats in het eindklassement. In de strijd om de beker eindigde het team tweemaal als tweede en eenmaal als derde. Daarnaast werd SESI-SP in de vier seizoenen dat Souza bij de club onder contract stond drie keer tweede en een keer derde bij de Campeonato Paulista.
Van 2018 tot en met 2021 speelde Souza voor Vôlei Taubaté waarmee hij tweemaal landskampioen werd. In 2021 speelde hij de bekerfinale – in vijf sets verloren van Sada Cruzeiro Vôlei – waar de club de twee jaar daar voor genoegen moest nemen met de derde plaats. Met Taubaté won hij verder tweemaal de Braziliaanse superbeker (2019 en 2020) en eenmaal de Troféu Super Vôlei (2020). Daarnaast werd hij in 2020 derde bij het Zuid-Amerikaans kampioenschap voor clubs. Bij de staatskampioenschappen van São Paulo won Souza met de club tweemaal de titel (2018 en 2019) en eindigde hij een keer als tweede (2020). Na de zomer van 2021 maakte hij de overstap naar de Italiaanse club Callipo Sport uit Vibo Valentia dat in de Superlega uitkomt.

### Nationale ploeg
Souza speelde in verschillende nationale jeugd- en juniorenteams. Met de respectievelijke Braziliaanse selecties won hij het Zuid-Amerikaans kampioenschap onder de 17 (2011), onder de 19 (2012), onder de 21 en onder de 23 (beide 2014). Bij die laatste twee toernooien werd hij bovendien uitgeroepen tot meest waardevolle speler. In 2013 won hij daarnaast tegen Rusland de zilveren medaille bij het wereldkampioenschap onder de 21 in Turkije. In 2014 werd hij voor het eerst opgeroepen voor de Braziliaanse herenploeg die dat seizoen als tweede in de World League eindigde na de finale verloren te hebben van de Verenigde Staten. Het jaar daarop nam hij met de nationale ploeg deel aan de Pan-Amerikaanse Spelen in Toronto waar ze het zilver achter Argentinië wonnen. Daarnaast werd Souza met de Cubaan Javier Jiménez uitgeroepen tot beste hoekaanvaller van het toernooi. Bij het Pan-Amerikaans kampioenschap in Reno waren de Braziliaanse mannen in de finale wel te sterk voor de Argentijnen.
In juli 2016 eindigde Brazilië in Krakau achter Servië als tweede in de World League. Een maand later werd Souza met de nationale ploeg in eigen land olympisch kampioen door Italië in de finale te verslaan. Het jaar erna eindigden ze als tweede in de World League en wonnen ze in Santiago de Zuid-Amerikaanse titel ten koste van Venezuela en in Japan de Grand Champions Cup van Italië. In 2018 werd hij met het Braziliaanse team vice-wereldkampioen achter Polen. Samen met de Pool Michał Kubiak werd Souza uitgeroepen tot beste hoekaanvaller van het toernooi. Het seizoen daarop prolongeerden de Braziliaanse mannen de Zuid-Amerikaanse titel tegen Argentinië en wonnen ze de World Cup ten koste van Polen. In 2021 won Souza met de nationale ploeg de Nations League. Daarnaast maakte hij deel uit van de selectie voor de Olympische Spelen in Tokio. Brazilië verloor in de halve finale van Rusland en eindigde uiteindelijk als vierde nadat de wedstrijd om het brons van Argentinië werd verloren.

## Palmares
Clubverband
- 2015:  Braziliaans kampioenschap
- 2016:  Braziliaanse beker
- 2017:  Braziliaanse beker
- 2017:  Braziliaans kampioenschap
- 2018:  Braziliaanse beker
- 2018:  Braziliaans kampioenschap
- 2019:  Braziliaanse beker
- 2019:  Braziliaans kampioenschap
- 2019:  Braziliaanse superbeker
- 2020:  Braziliaanse beker
- 2020:  Zuid-Amerikaans kampioenschap
- 2020:  Braziliaanse superbeker
- 2021:  Braziliaanse beker
- 2021:  Braziliaans kampioenschap

Nationale ploeg
- 2014:  World League
- 2015:  Pan-Amerikaanse Spelen
- 2015:  Pan-Amerikaans kampioenschap
- 2016:  World League
- 2016:  OS
- 2017:  World League
- 2017:  Zuid-Amerikaans kampioenschap
- 2017:  Grand Champions Cup
- 2018:  WK
- 2019:  Zuid-Amerikaans kampioenschap
- 2019:  World Cup
- 2021:  Nations League
- 2021: 4e OS

## Persoonlijk
Souza is openlijk homoseksueel en kwam in 2020 uit de kast. Vlak voor de Spelen in Tokio begonnen, vergaarde Souza in korte tijd een paar miljoen volgers op Instagram naar aanleiding van filmpjes over zijn verblijf in het olympisch dorp die hij op het platform plaatste en veel aandacht trokken.